# Війна шимпанзе Гомбе
Війна шимпанзе в Гомбе, відома як Чотирирічна війна, — представляла жорстокий конфлікт між двома спільнотами шимпанзе в національному парку Гомбе Стрім в регіоні Кігома в Танзанії протягом періоду з 1974 по 1978 роки. Початково обидві групи були частиною громади Касакела. Однак до 1974 року дослідник Джейн Гудолл виявила розкол у спільноті. За вісім місяців велика група шимпанзе відокремилася від південної частини Касакела і стала відомою як громада Кахама. Сепаратистська група складалася з шести дорослих самців, трьох дорослих самок та їхніх дитинчат. Касакела залишалася з вісімма дорослими самцями, дванадцятьма дорослими самками та їхніми молодняками.
Протягом чотирирічного конфлікту всі чоловіки громади Кахама були вбиті, що фактично призвело до розпаду цієї групи. Після цього громада Касакела, яка вийшла переможницею, розширилася на нові території, але пізніше зазнала нападу двох інших груп шимпанзе, які її відбили.

## Передумови

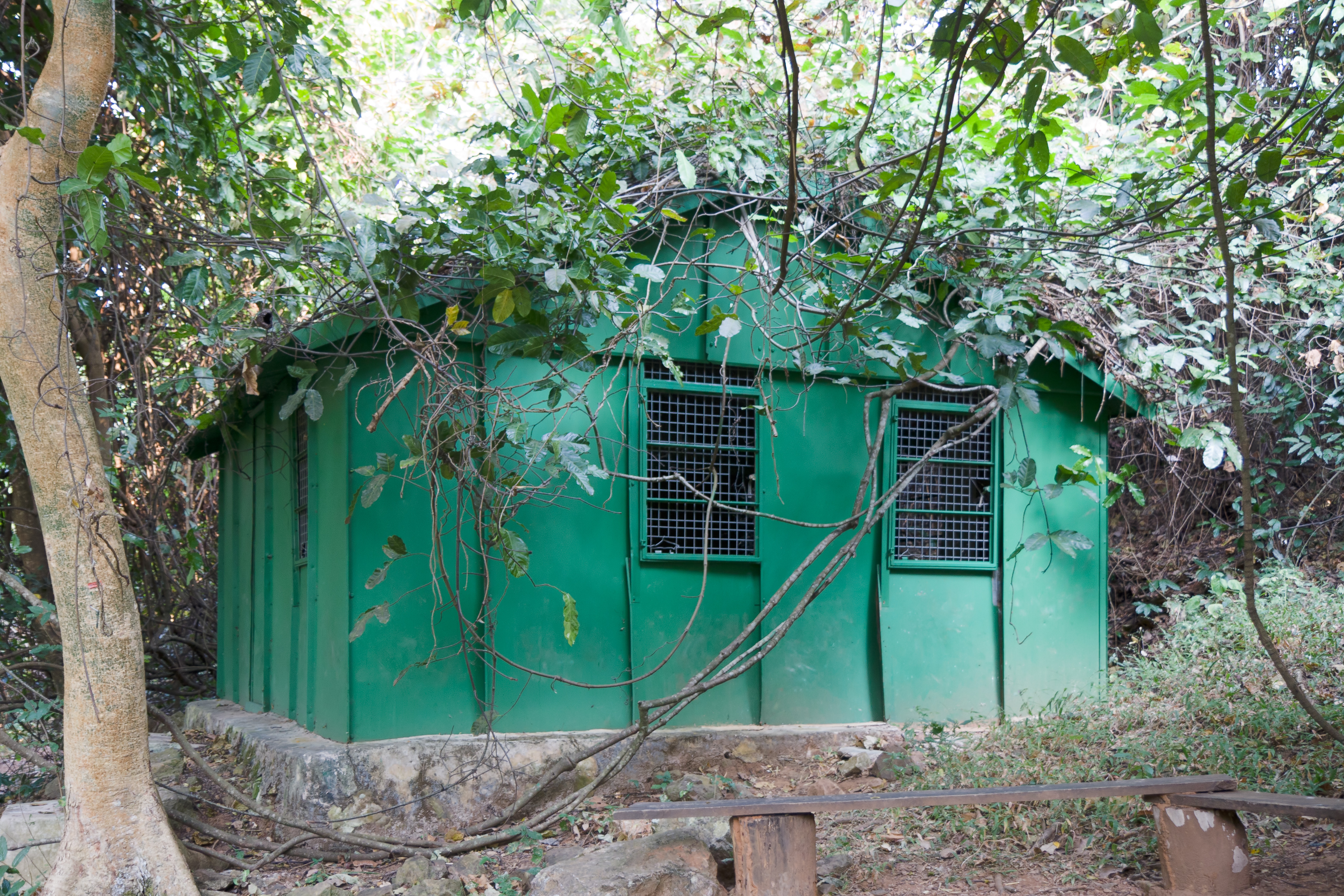
Станція годівлі, де Гудолл годував шимпанзе Гомбе

Перед початком чотирирічної війни, коли національний парк Гомбе Стрім ще не став національним парком, його відомо було як дослідницький центр Гомбе Стрім. Розташований у нижній частині долини Какомбе, парк славився своїми можливостями для вивчення приматів, які вперше використовувала Джейн Гудолл, що працювала директором дослідницького центру Gombe Stream. Територія самого парку складається з крутих схилів відкритого лісу, що височить над долинами струмків, покритими розкішними річковими лісами.
Шимпанзе переміщувалися через ці пагорби, визначаючи свої території у вигляді груп від одного до 40 осіб. Термін «Касакела» вказує на одну з трьох областей досліджень у центральній долині, включаючи Касакела на півночі, Какомбе та Мкенке на південному заході. Перші підтвердження територіального поводження були задокументовані, коли Гудолл вивчала шимпанзе під час їх годівлі і виявила їхню агресивну територіальну поведінку.
Самці шимпанзе регулярно патрулювали свої території, час від часу влаштовуючи напади на інші спільноти. Однак у більшості випадків насильство під час цих патрулів обмежувалося нападами на окремих жінок і дитинчат. Чоловічі патрулі зазвичай уникали прямого конфлікту або, зустрічаючись, обмежувалися галасливими демонстраціями сили, замість того, щоб вступати в бої. В результаті цього Гудолл не передбачала повномасштабного конфлікту між двома спільнотами в Гомбе.
Конфлікт розпочався наприкінці періоду лідерства довгострокового альфа Касакели, Майка. У той момент у громаді Касакела було 14 дорослих самців, і шестеро з них все частіше проводили час на південній території громади. Гудолл та її колеги почали називати цю групу «південною підгрупою», в той час як більш численну частину Касакела назвали «північною підгрупою». Протягом декількох місяців самці з обох підгруп почали виявляти ворожість один до одного.
Спочатку жителі північної підгрупи уникали територій південної підгрупи, тоді як самці з південної підгрупи, включаючи дует братів Г'ю та Чарлі, здійснювали напади на північну територію. Гудолл описувала братів як «безстрашних», і чоловіки з півночі зазвичай уникали конфліктів з ними. Незважаючи на зростання напруженості, деякі мирні контакти між підгрупами підтримувалися двома старшими північними самцями, Майком і Рудольфом, і південним самцем, Голіафом.
Через два роки після формування підгрупи, фракції стали повноцінними, самостійними спільнотами. Північну фракцію тепер вважали громадою Касакела, в той час як південну фракцію назвали «громадою Кахама». На той момент Кахама втратила контроль над найпівнічнішими районами свого ареалу Касакела, але сепаратисти ще досі утримували територію, де раніше «кочувала на свій розсуд» громада Касакела. Патрулі обох громад продовжували демонструвати силу, зіштовхуючись один з одним, хоча відкритих конфліктів не було. Ця ситуація тривала приблизно рік.
До 1974 року лідерами громади Кахама залишались Г'ю та Чарлі, а іншими чоловіками були Годі, Де, Голіаф і молодий Сніфф. У той час як у громаді Касакела входили Сатана, Шеррі, Еверед, Родольф, Джомео, Майк, Хамфрі та Фіган, останній з яких піднявся до рівня альфа-самця.

## Війна
Перша кров пролилася у громаді Касакела 7 січня 1974 року, коли група з шести дорослих самців, включаючи Хамфрі, Фігана, Джомео, Шеррі, Евереда та Родольфа, підстерегла самця Кахама Годі, коли той харчувався деревом. Цю атаку супроводжувала одна самка, Джігі, яка активно рухалася довкола ближнього бою.
Несподівано для Годі, хоча він намагався втекти, нападники зловили його, повалили на землю і наносили удари, поки він не припинив рухатися. Після цього переможці шимпанзе виразно виявили радість, гучно святкуючи, кидаючи та тягаючи гілки, і потім відступили. Коли група Касакела відійшла, Годі піднявся знову, але ймовірно, незабаром помер від отриманих травм. Цей епізод став першим випадком, коли шимпанзе виявили навмисні наміри вбити іншого шимпанзе-самця.
Після того, як Годі впав, громада Касакела підстерегла Де та завдала йому поранень під час засідки. Під час нападу на Де, жінка Гігі фактично брала участь у бою разом із самцями Касакела. Як і в разі з Годі, Де був серйозно поранений під час нападу і, ймовірно, помер незабаром після сутички. Третьою жертвою Кахама став літній Голіаф. До війни та на її початковій стадії Голіаф був відносно дружбливим із сусідами Касакела під час зіткнень. Проте його доброта стала невзаємною, коли патруль Касакела, складений з Фігана, Фабена, Хамфрі, Сатани та Джомео, влаштував йому засідку.
Дослідник, що спостерігав за нападом, був шокований жорстокістю та люттю, яку продемонструвала група Касакела, особливо коли Фабен неврівноважено обірвав ногу Голіафа. Літній шимпанзе ймовірно помер невдовзі після нападу. Приблизно в цей момент зник Г'ю, і Гудолл припускала, що його також вбили члени Касакела. Таким чином, залишилося лише троє самців Кахама: Чарлі, Сніфф і Віллі Воллі, який був калікою від поліомієліту.
Наступною жертвою став Чарлі. Інцидент, що призвів до його смерті, не був прямо зафіксований дослідниками, але рибалки повідомили про "звуки жорстокого конфлікту". Три дні потому його труп був знайдений біля річки Кахама з "жахливими травмами". Потім шимпанзе Касакела напали на літню самку породи Кахама, Мадам Бі; вона померла через чотири дні від отриманих поранень. Після смерті Чарлі Віллі Воллі зник і так і не був знайдений. Останній самець Кахама, молодий Сніфф, вижив протягом більше року. Хоча спочатку здавалося, що він може втекти до іншої громади або повернутися до Касакелів, цього не сталося. Сніфф також приєднався до військового оркестру Касакела.
Зі сторони жінок з громади Кахама одна була вбита, дві зникли безвісти, а троє були побиті та викрадені чоловіками Касакела. Таким чином, громаді Касакела вдалося захопити колишню територію Кахама, і після перемоги вони провели час, переміщуючись по цій території та використовуючи джерела їжі. Тимчасово територія громади зросла з 12 до понад 15 квадратних кілометрів (5,8 миля2)

## Наслідки
Однак ці територіальні досягнення були тимчасовими. Після відходу Кахама територія Касакела знову стикалася безпосередньо з територією іншої спільноти шимпанзе, відомої як Каланде. Гудолл припускала, що Кахама виконувала роль "буфера", а зараз Каланде почав розширювати свої територіальні кордони на північ у напрямку Касакела. Під впливом переваги за численністю та силою Каланде, а також внаслідок кількох жорстоких конфліктів вздовж кордону, громада Касакела швидко відмовилася від більшої частини своєї нової території. Також було зафіксовано втрату принаймні двох самців, Хамфрі та Шеррі, ймовірно, вони стали жертвами атаки з боку Каланде.
Більше того, коли група Касакела повернулася на північ, їх переслідували фуражири, що входили до спільноти шимпанзе Мітумба, чисельність якої також переважала громаду Касакела. Охоплена із півночі та півдня, територія Касакела до 1981 року скоротилася до 5 квадратних кілометрів, і ця площа ледь забезпечувала достатню кількість їжі для членів громади.
У 1982 році самці Каланде та Мітумба вторглися на центральну територію громади Касакела і почали взаємодіяти між собою. Однак громаді Касакела вдалося уникнути повного розпаду, оскільки в той період у їхній громаді значно збільшилася кількість молодих самців. Хоча ці молоді самці не були ані настільки міцними, ані настільки досвідченими, щоб ефективно протистояти Каланде та Мітумбі, вони могли створювати галасливі виступи поруч із більш старшими самцями. Це враження створювало враження, що громада Касакела більш міцна, ніж вона фактично була, що дозволило їм повернути контроль над територією. З часом військові дії припинилися, і звичайний порядок речей був відновлений.

## Реакція Джейн Гудолл

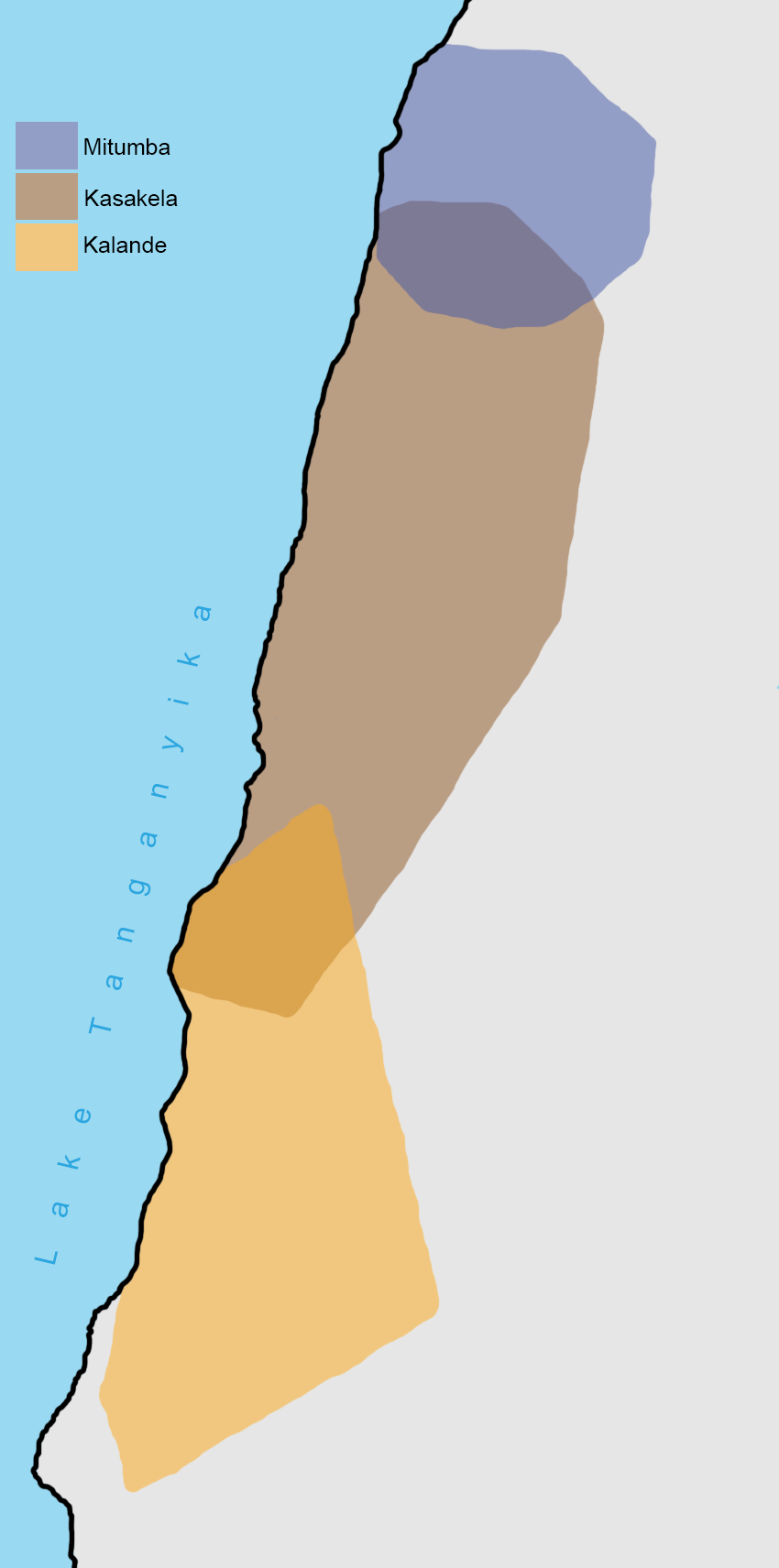
Популяція шимпанзе Гомбе в 2007 році

Джейн Гудолл, визнана своїми дослідженнями шимпанзе, була схвильована початком війни, оскільки раніше вона мала упередження, що, незважаючи на схожість з людьми, шимпанзе більш "приємні". Проте події в Гомбе, зокрема її спостереження за канібалізмом та дитячими вбивствами у 1975 році, розкрили "темну сторону" поведінки шимпанзе. У своїх мемуарах "Through a Window: My Thirty Years with the Chimpanzees of Gombe," виданих у 1990 році, вона висловила наступні враження:
Кілька років я намагалась змиритися з цим новим знанням. Часто, коли я прокидався вночі, в моїй уяві мимоволі виникали жахливі картини: Санта [одна з мавп], який просунув руку під підборіддя Нюхача, щоб випити кров, яка сочилася з величезної рани на його обличчі; старий Рудольф, зазвичай такий доброзичливий, випростався, щоб кинути чотирифунтовий камінь у розпростерте тіло Годі; Жомео відриває смужку шкіри зі стегна Де; Фіган, який нападає і б'є, знову і знову, вражене, тремтяче тіло Голіафа...

## Висновки
Коли Джейн Гудолл розповідала про події війни в Гомбе, її розповідь про природну війну між шимпанзе не викликала повної віри. У той час наукові концепції щодо поведінки людей і тварин майже не перетиналися. Деякі вчені критикували її за надмірний антропоморфізм; інші припускали, що її присутність та годування шимпанзе можуть бути винятками, які спричинили насильницький конфлікт у здавалося б мирному суспільстві. Однак подальші дослідження, що використовували менш інтрузивні методи, підтвердили, що суспільства шимпанзе у своєму природному стані дійсно здійснюють війну. Дослідження 2018 року, опубліковане в American Journal of Physical Anthropology, прийшло до висновку, що війна в Гомбе ймовірно була результатом боротьби за владу між трьома високопоставленими чоловіками, яка загострилася через винятковий дефіцит плідних самок.

## Дивись також
- Теорія мавп-вбивць, запропонована Реймондом Дартом у 1953 році
- У літературі війна шимпанзе стала темою філософської поеми «Перша громадянська війна в Гомбе 1974–1978» польської поетеси Катажини Зехентер, де особа, яка говорить, робить висновок: «Все одно я не розумію, чи були ці шимпанзе такі люди чи ми такі тварини?» [32]

## Подальше читання
- Goodall, Jane (1986). The chimpanzees of Gombe: patterns of behavior. Belknap Press of Harvard University Press. ISBN 978-0674116498.